# HDSL
O HDSL (High-Bit-Rate digital Subscriber Line) foi desenvolvido como uma tecnologia alternativa sem repetidores para disponibilização de serviços T1. HDSL opera Full-duplex através de cada par de fios em cabos de 2 pares. Isto é conhecido como Dual-duplex. Cada par de fios carrega 784 Kbps - metade de 1544 Kbps da largura de banda do T1 - mais um pequeno montante de overhead. Pelo facto de seus dados serem enviados com a metade da velocidade do T1 normal, você consegue duas vezes a distância. Em virtude de o HDSL usar dois pares de fio, você ainda consegue a taxa de transferência T1.